# Géminine
La géminine (GMNN) est une protéine nucléaire des eucaryotes, codée par le gène GMNN, et aux rôles multiples. Elle intervient entre autres dans la régulation du cycle cellulaire, la prolifération des cellules, la détermination cellulaire et la différenciation neuronale.